# 탈인형

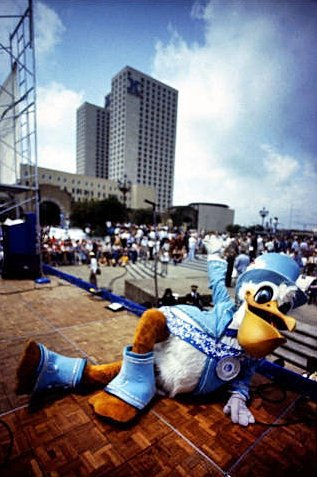

탈인형은 인형의 한 종류로, 사람이 직접 입는 인형을 말한다. 인형탈이라고도 한다. 보통 놀이공원이나 축제 등의 행사에서 많이 이용되며, 만화캐릭터가 주로 탈인형으로 만들어진다. 영어로는 마스코트 코스튬(mascot costume)이라 하는데 국내에서는 '캐릭터탈인형'이라는 명칭으로 사용하고 있으며,  처음 도입하여 사용한 곳은 드림캐릭터라는 탈인형 제작 업체이다.
특히 아이들에게 인기가 있어서 어린이연극에서 쓰이기도 한다. 또한 탈인형을 입고 연기를 하는 사람은 보통 말을 하지 않거나 녹음된 소리를 쓰는 것이 보통이다.
인형 안에 들어가면 일단 시야가 좁아지고 통풍이 잘 안 되어 땀이 많이 난다.

## 키구루미
키구루미(영어: Animegao, 일본어: アニメ顔, 중국어: 人偶扮演 )는 캐릭터의 얼굴 모양의 탈을 이용하여 애니메이션이나 만화 캐릭터를 묘사하는 코스프레의 일종이다. 일본에서는 대부분의 코스프레가 이 스타일을 アニメ顔(애니메이션 얼굴)이라고 부르며, 인형을 의미하는 "Doller"라고도 한다. 한국에서는 기본적으로는 탈, 혹은 마스크라고 부르지만 커뮤니티에서는 탈박이라는 단어를 쓰기도 한다. 2005년부터 북미와 유럽을 포함하여 해외로 퍼지기 시작했지만 여전히 마이너한 코스프레 하위 장르에 속한다. 한국에도 비슷한 시기에 유입되었으며, 그 수는 적지만 현재까지도 키구루미 플레이어가 지속적으로 생겨나고 있다.
키구루미를 제작하는 곳은 키구루미 공방이라고 부른다. 소규모의 주문을 받는 공방들은 대다수가 오더 메이드(주문에 맞춰서 제작하는 방식)이며 기성품을 판매하는 매장도 존재한다. 오더 메이드 방식의 키구루미 마스크는 제작시 100만원 이상이 소요된다.
키구루미 코스어들은 일반적으로 코스프레 중에 말을 하지 않는 것을 원칙으로 한다. 목소리가 나오는 걸 캐릭터에 몰입하는 데 방해된다고 여기기 때문. 이런 탓에 키구루미 코스어는 의사소통을 몸짓으로만 때우거나, 혹은 할 말을 적을 수 있는 판때기를 들고 다니고는 한다.
국내에는 소규모로 커뮤니티가 운영중이다. 국내 이외에도 대다수의 키구루미 플레이어들은 트위터에서 주로 활동하며 유명한 키구루미 공방들도 트위터를 운영한다. 일본에서는 '왓쇼이'나 '린페스' 같은 정기 대규모 모임도 개최한다. 국내에서는 정기적인 대규모 모임은 없지만 디시인사이드에 키구루미 마이너 갤러리가 개설되어 있다.
키구루미에 관심이 있어 국내 커뮤니티에서 활동을 해보고 싶다면, 최대한 조심스럽게 행동하는 것을 추천한다. 국내에서는 코스프레 장르 자체에 대한 시선이 안 좋은 편에 속하며, 그러한 영향을 어느 정도 받고 있어서 성적이거나 코스프레를 비정상적인 행위로 간주하는 등의 노골적인 발언에 예민하다.

## 같이 보기
- 인형극

1. ↑  “인사말”. 2024년 10월 29일에 확인함.